# Тадас Кумеляускас
Та́дас Кумеля́ускас (лит. Tadas Kumeliauskas; народився 12 грудня 1990, Електренай, Литва) — литовський хокеїст, нападник. Наразі виступає за ХК «ВМФ» (Санкт-Петербург). 

## Спортивна кар'єра
У складі національної збірної Литви учасник кваліфікаційних турнірів до зимових Олімпійських ігор 2010, учасник молодіжних збірних країни (U18 та U20) на юніорських чемпіонатах світу, та почав виступати за головну команду країни з 2008 року, на чемпіонатах світу — 2008 (дивізіон I), 2009 (дивізіон I) і 2010 (дивізіон I).
Виступав за «Енергія» (Електренай), «Металургс» (Лієпая), «Довер Сівулвз», ХК «ВМФ» (Санкт-Петербург).